# Exoprosopa caffra
Exoprosopa caffra är en tvåvingeart som först beskrevs av Christian Rudolph Wilhelm Wiedemann 1821.  Exoprosopa caffra ingår i släktet Exoprosopa och familjen svävflugor. Inga underarter finns listade i Catalogue of Life.